# 民众堂
民众堂是美北浸礼会差会在中国杭州设立的主要教堂，位于城内淳佑桥东的东街路（今建国中路90号），毗邻美北浸礼会设立的蕙兰中学（建国中路70号）。
1866年，美北浸礼会的传教士金楷理（Karl Traugott Kreyer）自宁波进入杭州。1871年，他们在此兴建第一座教堂初名真神堂、神佑堂。1915年信徒增多后改建新堂，于1916年建成，由鲍哲庆任牧师。此后该堂成为浙沪浸礼会的中心教堂，浙沪浸礼会的范围包括杭州、绍兴、宁波、金华、湖州以及上海等地渊源于美北浸礼会的若干堂会。1927年后更名为民众堂。
1949年以后，民众堂继续维持礼拜，至1956年聚会人数只有118人。1958年实行联合礼拜，民众堂被关闭，为杭州市第二中学占用，至1985年拆除了原教堂建筑。原蕙兰中学建筑也仅剩下一座纪念甘惠德牧师的惠德图书馆，辟为校史陈列馆。